# Loeselia mexicana
Loeselia mexicana là một loài thực vật có hoa trong họ Polemoniaceae. Loài này được (Lam.) Brand mô tả khoa học đầu tiên năm 1907.